# Теконша (Мічиган)
Теконша (англ. Tekonsha) — селище (англ. village) в США, в окрузі Калгун штату Мічиган. Населення — 653 особи (2020).

## Географія
Теконша розташована за координатами 42°5′44″ пн. ш. 84°59′17″ зх. д. / 42.09556° пн. ш. 84.98806° зх. д. (42.095562, -84.988011).  За даними Бюро перепису населення США в 2010 році селище мало площу 1,87 км², з яких 1,83 км² — суходіл та 0,04 км² — водойми.

## Демографія
Згідно з переписом 2010 року, у селищі мешкало 717 осіб у 282 домогосподарствах у складі 194 родин. Густота населення становила 383 особи/км².  Було 312 помешкання (166/км²).
Расовий склад населення:
| - 96,0 % — білих - 0,7 % — азіатів - 0,4 % — корінних американців |

До двох чи більше рас належало 2,8 %. Частка іспаномовних становила 0,8 % від усіх жителів.
За віковим діапазоном населення розподілялося таким чином: 24,4 % — особи молодші 18 років, 59,1 % — особи у віці 18—64 років, 16,5 % — особи у віці 65 років та старші. Медіана віку мешканця становила 40,0 року. На 100 осіб жіночої статі у селищі припадало 88,7 чоловіків;  на 100 жінок у віці від 18 років та старших — 89,5 чоловіків також старших 18 років.
Середній дохід на одне домашнє господарство  становив 38 685 доларів США (медіана — 33 375), а середній дохід на одну сім'ю — 45 919 доларів (медіана — 39 375). Медіана доходів становила 36 964 долари для чоловіків та 27 500 доларів для жінок. За межею бідності перебувало 26,1 % осіб, у тому числі 35,5 % дітей у віці до 18 років та 14,8 % осіб у віці 65 років та старших.
Цивільне працевлаштоване населення становило 222 особи. Основні галузі зайнятості: мистецтво, розваги та відпочинок — 30,6 %, виробництво — 18,5 %, освіта, охорона здоров'я та соціальна допомога — 14,4 %, роздрібна торгівля — 11,7 %.